# Vita Ioannis de Curiis Dantisci
Vita Ioannis de Curiis Dantisci (Życie Jana von Höfen Dantyszka) – utwór poetycki po łacinie autorstwa Jana Dantyszka, napisany pod koniec życia i niedrukowany za życia autora.
Utwór jest rodzajem wiersza konsolacyjnego, ukazującego szukanie pociechy po trudach życia, zbawienia i nadziei na miłosierdzie Boskie. Tekst nie zawiera zbyt wielu odniesień do antyku, obecnych w innych utworach Dantyszka. Gromadzi doświadczenia z lat nauki i podróży, przestrogi przed światem wielkiej polityki, intrygi, przed zabieganiem o dobra doczesne.